# إل. د. تايلور
إل. د. تايلور هو سياسي كندي، ولد في 22 يوليو 1857 في آن آربر في الولايات المتحدة، وتوفي في 4 يونيو 1946 في فانكوفر في كندا. حزبياً، نشط في BC United ‏. وقد انتخب عمدة فانكوفر (1910 – 1911).